# Tribalismo

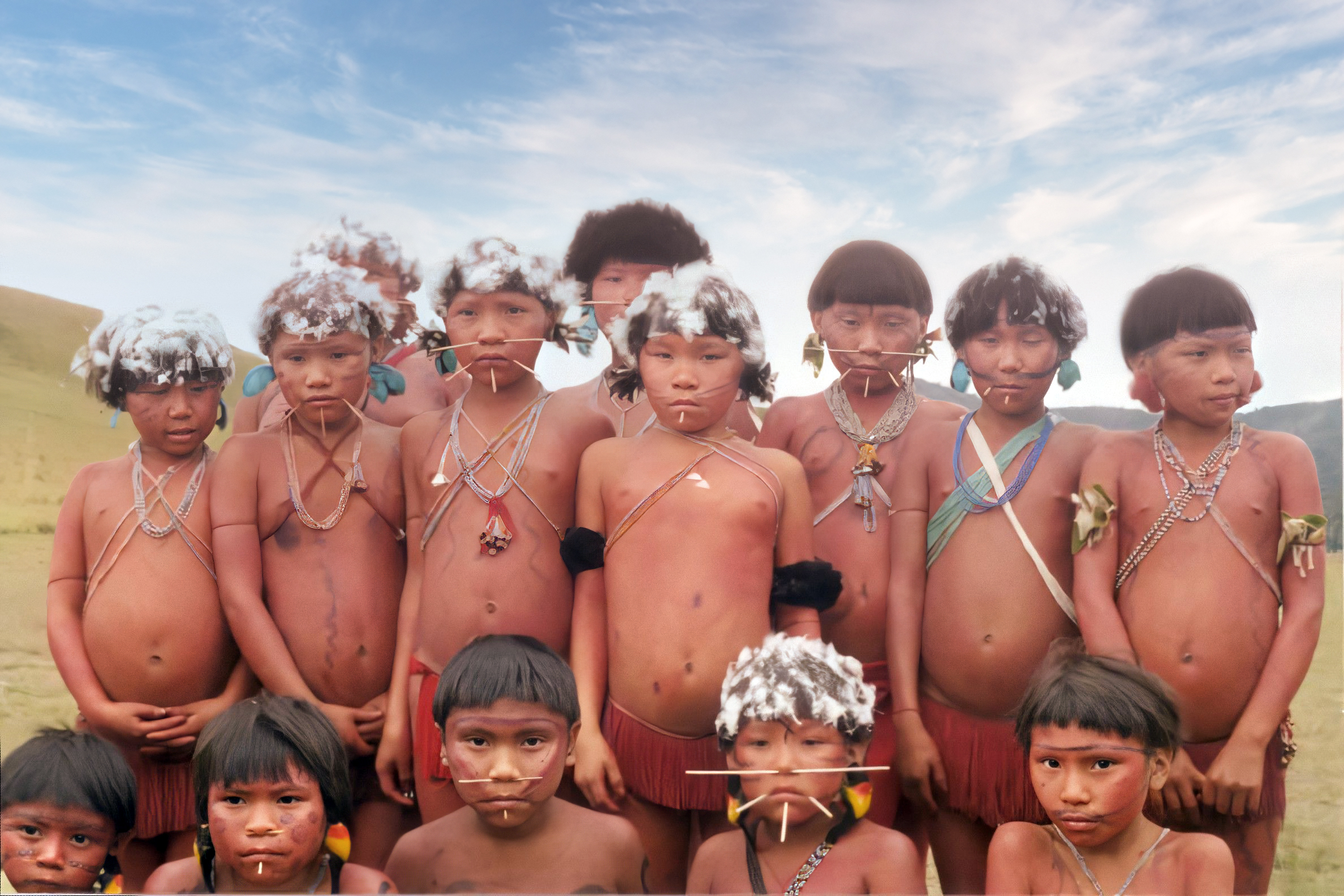
Tribù Yanomami dell'Amazzonia, nell'alto Orinoco (Venezuela)

La parola tribalismo può riferirsi a due relativi ma distinti concetti.
Il primo è un sistema sociale costituito da piccoli gruppi sostanzialmente indipendenti, chiamati tribù. Le società tribali mancano di ogni livello organizzativo al di sopra di quello locale della tribù. La struttura sociale interna di una tribù può variare grandemente di caso in caso; date le piccole dimensioni delle tribù, in ogni cosa, anche la sua struttura è sempre relativamente semplice, con pochi livelli sociali e distinzioni tra individui.
La parola tribalismo può anche essere impiegata per riferirsi all'idea di forte identità culturale o etnica, e di contrapposizione dei "simili" ai "diversi". Questo fenomeno è comune nelle società tribali, e in effetti costituisce una precondizione per l'esistenza stessa del concetto di tribù, che è per l'appunto un gruppo di "simili" isolati. Se lo si intende in senso sufficientemente ampio, si può sostenere che il tribalismo (in questa accezione) esista ancora in diverse forme anche nelle società più "avanzate".

## Tribù e tribalismo in antropologia
Mentre etnocentrismo è uno solo dei molti piccoli metodi di aggregazione della cultura universale umana, il termine "tribalismo" è diventato una specie di sinonimo. Questo è dovuto largamente all'Eurocentrismo dei primi antropologi che spinsero le società tribali in un semplicistico modello di evoluzione culturale.
Molte tribù riferiscono a loro stesse con la parola che nel loro linguaggio significa "gente", mentre si riferivano alle tribù vicine con vari altri epiteti. Per esempio, il termine "Inuit" tradotto come "popolo," ma essi erano conosciuti agli Ojibwe con un nome che, tradotto nella loro lingua, significa "mangiatori di carne cruda." Questo fatto è spesso citato come evidenza che i popoli tribali vedevano solo i membri della loro tribù come "popolo", e denigravano tutti gli altri come qualcosa di inferiore a loro. Infatti, questa è una tenue conclusione che viene tracciata dall'evidenza. Molti linguaggi raffinarono la loro definizione come "il vero popolo," o "il solo popolo," facendo capire che vi erano altre popolazioni che erano semplicemente inferiori. In questo è praticamente evidente l'etnocentrismo, una cultura universale caratteristica trovata in tutte le società.

## Nella cultura di massa
In termini di conformismo, il tribalismo può anche riferirsi - è ciò spesso succede nella cultura popolare – ad un modo di pensare o di comportarsi in cui le persone sono fedeli al proprio gruppo sociale.

## Tribalismo e violenza
Il termine "tribalismo" preso nel senso di società strutturale usualmente porta una connotazione che la società non è solamente divisa in gruppi più piccoli, ma che questi gruppi sono attivamente ostili gli uni con gli altri. Tuttavia, "tribalismo" come una struttura sociale connota una società divisa in conflitti civili tra miriadi di piccoli gruppi.